# 天城號航空母艦 (未完成)

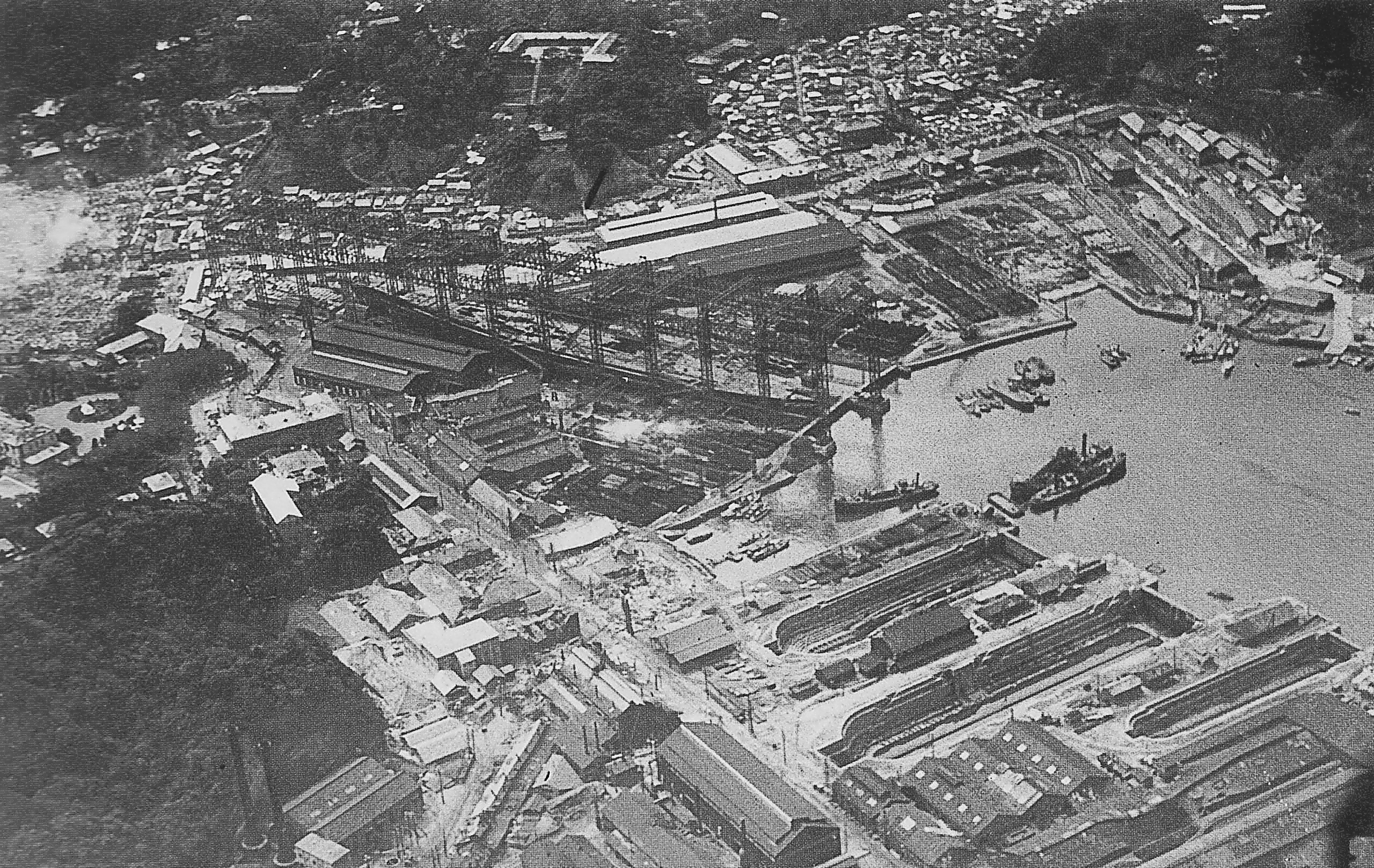
關東大地震後的横須賀海軍工廠。「天城」於橋式起重機附近的船台上向左舷傾倒並受損。

天城（あまぎ）是大日本帝國海軍的航空母艦。在動工時原為戰鬥巡洋艦（日本海軍的分類為巡洋戰艦），但在建造途中因華盛頓裁軍條約而改造成航空母艦。於改造期間在地震中損毀。

## 概要
原為八八艦隊中天城型巡洋戰艦的首製艦及一號艦，於1921年（大正10年）在横須賀海軍工廠動工。但在建造途中，因簽訂了華盛頓裁軍條約而準備成為廢艦，不過在條約中沒有明文禁止將建造途中的戰鬥巡洋艦及戰艦改裝成航空母艦，因此決定將「天城」由巡洋戰艦改造成航空母艦，而同型艦「赤城」亦進行相同的改造。
但是在改造期間，於1923年（大正12年）9月1日因關東大地震而從船台上倒下，導致龍骨移位並嚴重損毀，因此只好廢棄。為作填補，最後將準備廢棄的加贺级战列舰「加賀」改裝成航空母艦 。
另外，「天城」在改裝成航空母艦後，預定將艦名改名「長鯨」。

## 流行文化
在中國智能手机遊戲《碧藍航線》中，除了原來作為戰鬥巡洋艦的天城號艦娘登場外，及後的一次更新活動《喚醒蒼紅之炎》當中還推出了天城號艦娘「如果龍骨仍在、完成空母改裝」的計劃以後的航母型態，由於還是沒有編入一航戰而自成一級“天城級改裝航空母艦”，與戰巡型同樣被歸類為重櫻陣營。

## 註腳
1. 1 2  片桐大自『聯合艦隊軍艦銘銘伝』（光人社、1993年） p.182